# Papoose
Papoose, de son vrai nom Shamele Mackie, né le 5 mars 1978 à Bedford Stuyvesant, Brooklyn, New York, est un rappeur américain. Papoose se distingue par sa « faculté d'adaptation » (versatility) comme il aime l'appeler. Il peut en effet rapper sur n'importe quel thème.

## Biographie
Originaire  du même quartier que The Notorious B.I.G. ou encore Mike Tyson, Papoose est découvert par le grand public en 2004 après avoir rejoint le label Streetsweepers Entertainment du producteur DJ Kay Slay, figure incontournable du hip-hop new-yorkais. Il est particulièrement reconnu pour ses mixtapes. Son nom de scène (qui désigne un jeune enfant indien) lui aurait été donné par sa grand-mère dans sa jeunesse.
Papoose se fait connaître du public en 1998 sur l'album Roots of Evil de Kool G Rap. L'année suivante, il publie son premier single, Thug Connection/Alphabetical Slaughter. Après un disque qui a échoué, il décide de produire ses propres mixtapes, l'une desquelles il présentera à DJ Kay Slay. Ce dernier invite Papoose à son émission de radio, et, impressionné par son titre Alphabetical Slaughter, le signe à son label Streetsweepers Entertainment. Il continue dans la publication de mixtapes à succès _ une douzaine entre 2004 et 2006 – et remporte un Justo Mixtape Award dans la catégorie de « meilleur artiste underground » de l'année 2005.
Le 24 août 2006, son site officiel annonce sa signature au label Jive Records. Un album intitulé The Nacirema Dream est alors prévu. Cependant, en septembre 2007, Kay Slay révèle son départ de Jive aux côtés de Papoose.
Il continue la publication de mixtapes jusqu'à son titre Most Hated Alive publiée le 4 décembre 2012. Son premier album The Nacirema Dream est prévu pour le 5 mars 2013. Pour la promotion de l'album, il publie le single On Top of My Game qui fit participer Mavado le 11 décembre 2012. La date de sortie est cependant repoussée une troisième fois jusqu'au 26 mars 2013.
Le 2 juin 2013, Papoose participe au Summer Jam de la chaîne de radio Hot 97 avec l'aide de Top Dawg Entertainment, jouant le troisième single Get at Me issu de The Nacirema Dream avec Ron Browz.

## Vie privée
Papoose se marie en 2008 avec la rappeuse originaire du Bronx, Remy Ma, alors incarcérée pour agression.

## Discographie

### Albums studio
- 2013 : The Nacirema Dream
- 2015 : You Can't Stop Destiny
- 2019 : Underrated

### Mixtapes
- 2004 : Art of War
- 2004 : StreetSweepers Presents Papoose: Street Knowledge
- 2004 : StreetSweepers Presents Papoose: The Beast From the East
- 2004 : StreetSweepers Presents Papoose: Election Day: Papoose for the Streets
- 2005 : StreetSweepers Presents Papoose: A Moment of Silence
- 2005 : StreetSweepers Presents Papoose: Underground King
- 2005 : StreetSweepers Presents Papoose: Sharades
- 2005 : StreetSweepers Presents Papoose: Mixtape Murder: Runnin' The City
- 2005 : StreetSweepers Presents Papoose: A Bootlegger's Nightmare
- 2005 : StreetSweepers Presents Papoose & Memphis Bleek: Bedstuy Do or Die
- 2005 : StreetSweepers Presents Papoose: Unfinished Business: The Best of Papoose
- 2006 : StreetSweepers Presents Papoose: Menace II Society Part 2
- 2006 : Streetsweepers Presents Papoose: A Threat and a Promise
- 2006 : Streetsweepers Presents Papoose: The Boyz in the Hood
- 2006 : Streetsweepers Presents Papoose: The 1.5 million Dollar Man
- 2006 : Streetsweepers Presents Papoose: Second Place is the first Loser
- 2006 : Streetsweepers Presents Papoose: The fourth quarter assassim: Holiday Hitman
- 2007 : Streetsweepers presents Papoose: Internationally Known
- 2007 : Streetsweepers Presents Papoose: Already a Legend
- 2008 : Streetsweepers Presents Papoose: Build or Destroy
- 2009 : Streetsweepers Presents Papoose: 21 Gun Salute
- 2009 : Streetsweepers Presents Papoose: Military Grind
- 2010 : Papoose Season
- 2011 : The 2nd Coming
- 2011 : King of New York
- 2012 : The Last Year

## Anecdote drôle
Lors d'un concert en France, où le rappeur Vald faisait sa première partie, Papoose demanda au public s'il avait acheté son album. Dans l'incompréhension, le public français ne répond pas et le rappeur décide de quitter la scène, arrêtant le concert.